# ヤナギノマイ
ヤナギノマイ（柳の舞、学名：Sebastes steindachneri）はメバル属に属する魚類である。学名は1880年にフランツ・ヒルゲンドルフによって命名された。

## 特徴
温帯に棲む海水魚で、棲息深度が16から300m，体長は大きいものだと40cmにまでなる。砂泥底の水域に棲息し、群れを成して生活する。他のメバル属と同様に卵胎生であるが、詳しい習性等は不明。目が張っている。頭部は端位。第1棘条は13棘、軟条は13-15軟条。尾鰭は湾入形で後縁に少し凹みがある。縁のない白抜き斑模様がある。生息域により、赤みがかった個体と茶色みがかった個体がいる。

## 分布
北西太平洋の日本北部、日本海（大陸側はピョートル大帝湾から、日本側は佐渡島から間宮海峡にかけて）、オホーツク海（北海道沿岸から南千島）にかけての海域に棲息する。

## 利用
食用魚であるが、他の底生魚の漁獲時に混獲される所謂外道で、本種のみを目的とした漁は稀である。